# 佩納庫克 (新罕布什爾州)
佩納庫克（英語：Penacook）是位於美國新罕布什爾州梅里馬克縣的非建制地區。

## 歷史
佩納庫克的郵局自1805年營運至今。

## 地理
佩納庫克所處的海拔為高於海平面101米（即331英呎），而該地所採用的時區為UTC-5，即北美东部时区（EST）。同時該地設有夏令時間，為UTC-5調快一小時，即UTC-4（EDT）。